# Оружане снаге (роман)
Оружане снаге (енгл. Men at Arms; издат 1994) је петнаести роман Терија Прачета о Дисксвету. Ово је други роман о Градској стражи Анк-Морпорка.

## Радња
У великом граду Анк-Морпорку неприкосновени владар је лорд Ветинари, јер су краљеви одавно превазиђени. Међутим, то није прихватљиво и за младог племића Едварда Д’Смрта, који је препознао несуђеног краља у Кероту, каплару ноћне страже који је „технички гледано“ патуљак, јер су га патуљци пронашли негде у планинама и одгајили као свог члана, те послали у велики град да нађе поштен посао. Опчињен идејом да свргне лорда и постави краља на своје место, Едвард отпочиње серију убиства уз помоћ првог и јединог ручног топа, готово магијског предмета који је украо из еснафа убица, а који је осмислио генијални Леонардо из Квирма. Ноћна стража, којој припада и сам Керот, зарад политичке и врсне коректности у своје редове прима нове чланове, припаднике патуљака, тролова и немртвих и креће у откачену истрагу убиства у коју су многи укључени и која постаје све замршенија. Ипак, истрага мора да се заврши до поднева, јер се тада Семјуел Вајмс, капетан ноћне страже венчава и одлази у пензију...

## Цитати

### О кривици
Иако је био у Стражи свега неколико дана, Кади је већ усвојио једну важну и суштаствену чињеницу: готово је немогуће да неко буде на улици, а да није прекршио закон. Полицајац који жели да убије дан с пролазником има прегршт оптужби на располагању, од тумарања с предумишљајем, па све до опирања вешању у стању погрешне боје/облика/врсте/пола. На тренутак помисли да би свакога ко не утекне када угледа Детритуса у пуној брзини требало ухапсити због кршења акта о невероватној глупости из 1581. Али већ је било прекасно за ту оптужбу. Неко је већ бежао, они су га јурили, а он је бежао јер су га они јурили.

### О сликарству Леонарда из Квирма
„Јесте ли видели његов портрет Моне Ог? ... Њени зуби вас једноставно прате по соби. Невероватно. У ствари, неки људи су тврдили да су их пратили и ван собе, па низ улицу.“

### Чизмарска теорија социоекономске неправде
Онај ко може одједном да издвоји педесет долара добија чизме у којима ће му ноге бити суве и после десет година, док ће сиромашак који себи може да приушти само оне јефтине, за исто то време потрошити сто долара, а ноге ће му опет стално бити мокре. То је била Вајмсова Чизмарска теорија социоекономске неправде.